# 夏侯忠
夏侯忠（?—?），字洛仁，沛国谯县（今安徽省亳州市）人，北魏、东魏、西魏、北周官员。

## 生平
夏侯忠在永熙年间被高欢任用为帐内都督。大统三年（537年），夏侯忠在沙苑之战中被俘虏，加入西魏军。同年，西魏攻克西夏州，夏侯忠因功加都督，封行唐县开国伯。大统四年（538年），夏侯忠参与河桥之战，因功出任平东将军、帅都督，进爵为行唐县侯，食邑一千户，又出任□□□军将军、大都督、通直散骑常侍，又升任使持节、车骑大将军、仪同三司、大都督，食邑如故，获赐姓达符氏，进爵为行唐县公。夏侯忠又出任骠骑大将军、开府仪同三司、都督汾州诸军事、汾州刺史，进封东莱郡开国公，增加食邑四百户，总计两千五百户。夏侯忠又出任潼州诸军事、潼州刺史，转任都督信开临南四州诸军事、信州刺史，在信州去世，周武帝诏令赠予少司空，谥号质公。建德元年岁次壬辰十一月乙亥朔廿日（572年12月12日）葬于雍州云阳县水衡乡朗信里。

## 其他
陕西师范大学历史文化学院硕士研究生王哲指出，武汉大学历史系教授姚薇元提到《魏书·官氏志》《古今姓氏书辩证》《元和姓纂》和《广韵》都有“达勃”氏，《魏书·高车传》 有高车姓氏“达薄干”，《周书·齐炀王宪传》有“达步干”，《元和姓纂》和《广韵》作“达步”氏，姚薇元认为“薄、“步”与“勃”音皆近似，“达勃” 即“达步”，亦即“达薄干”氏的省译，东北师范大学历史系教授陈连庆也认为高车姓氏“达薄干”可译为达步干、达薄、达步、达勃等，复旦大学现代人类学教育部重点实验室博士后蒙海亮因此认为“达符”是“达薄干”氏的省译，所以王哲认为“达符”可能是高车姓氏。

## 家庭

### 祖父
- 夏侯某，征虏将军、阳城郡太守[1]

### 父亲
- 夏侯某，伏波将军、章武郡太守[1]

### 夫人
- 刘令华，北魏使持节、车骑大将军、仪同三司、恒夏康诸军事、恒州刺史刘持芝孙女，西魏使持节、骠骑大将军、渭秦康宜东雍五州诸军事、渭州刺史、侍中、太尉、长广襄公刘亮之女，虚龄十四岁嫁给夏侯忠，大象二年八月封东莱国太夫人，开皇十年六月廿五日在京城去世，虚岁五十七，开皇十年岁次庚戌十月乙卯朔卅日甲申葬于雍州云阳县水衡乡朗信里[3]

### 子女
- 夏侯某，长子，隋朝上仪同、东莱公[3]
- 夏侯某，次子，隋朝龙山县县令[3]
- 夏侯某，三子，隋朝仪同、乐陵公[3]
- 夏侯某，四子，隋朝大都督[3]
- 夏侯某，五子，隋朝东宫直寝[3]
- 夏侯某，六子，隋朝上台亲卫[3]
- 夏侯某，七子，隋朝东宫亲卫[3]